# Cyprus Hellene Club – Australian Hall

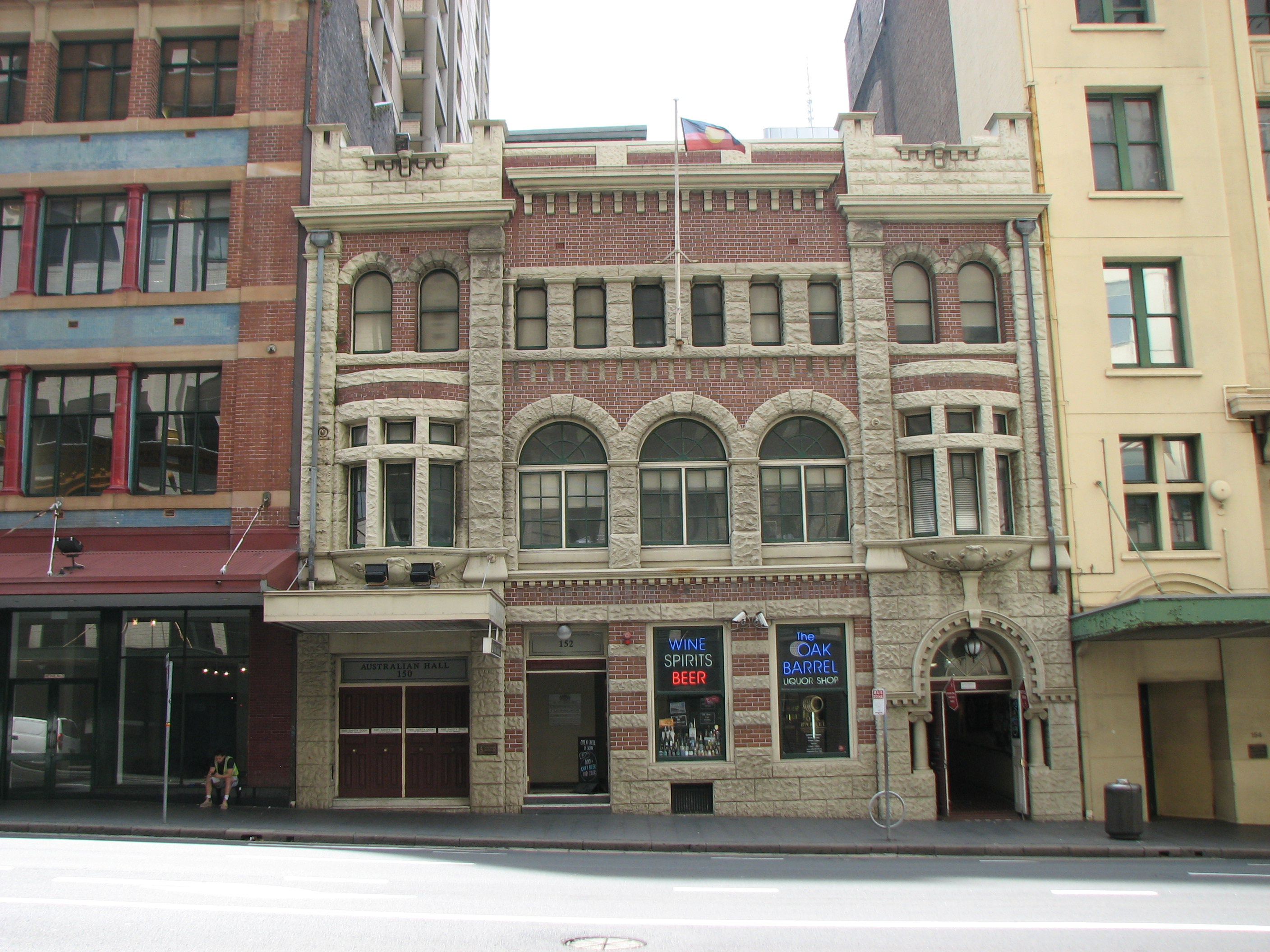
Cyprus Hellene Club – Australian Hall

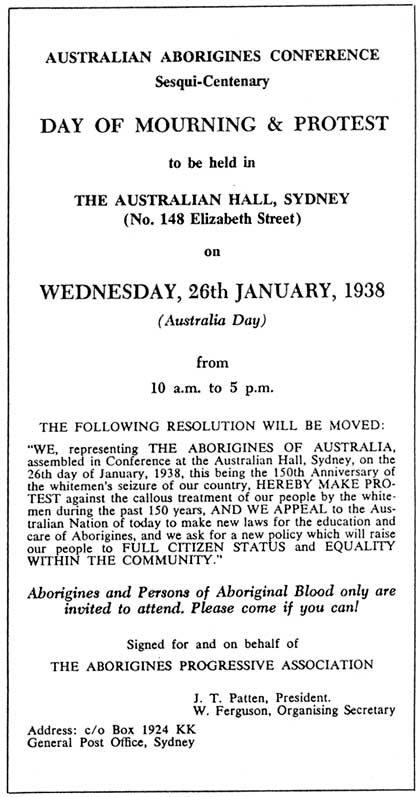
Plakat zum Day of Mourning im Jahr 1938

Im Cyprus Hellene Club – Australian Hall, einem dreistöckigen Gebäude in der Elizabeth-Straße in Sydney, Australien, fand am 26. Januar 1938 die erste Australien übergreifende Protestveranstaltung der Aborigines statt, der Day of Mourning. Diese Veranstaltung gilt als historischer Ausgangspunkt dafür, dass sich die Aborigines als Teil der australischen Nation verstehen, da sie damals ihre Bürgerrechte reklamierten.
Dieses Gebäude wurde als bedeutsames historisches Zeugnis für Australien 2008 durch die australische Bundesregierung unter Denkmalschutz gestellt.

## Day of Mourning
Im November 1937 vereinbarten William Ferguson von der Australian Aborigines League und William Copper von der Aborigines Progressive Association, dass sie am 26. Januar 1938 eine Protestveranstaltung als Day of Mourning in Sydney vorbereiten und durchführen werden. An diesem Tag sollte der 150.-Jahrestag der Ankunft der First Fleet feierlich in Sydney begangen werden. Für den Day of Mourning, den alternativen Tag der Aborigines, wurde im Radio und anderen Medien geworben. Die Organisatoren verfassten ein 12-seitiges Pamphlet mit dem Titel Aborigines Claims Civil Rights und versuchten die Sydney Town Hall anzumieten, aber sie erhielten keine Erlaubnis und wichen in die Australian Hall aus.
Am 26. Januar 1938 versammelte sich die Teilnehmer des Kongresses zu einem Marsch von über 1000 Personen zum Day of Mourning zur Australian Hall, darunter William Ferguson, Jack Patten, William Cooper, Pearl Gibbs, Margaret Tucker und Douglas Nicholls, wo sie ihre Forderungen nach Bürgerrechten an die Regierung Australiens besprachen. 100 Personen besprachen auf dem Kongress ihre politischen Forderungen.
Seit dem Jahr 1938 haben Aborigines diesen Tag kontinuierlich gefeiert, der 1940 anerkannt wurde, und für Protestveranstaltungen für ihre Rechte genutzt, wie beispielsweise für den größten indigenen Protest Australiens für ihre sozialen, politischen und kulturellen Rechte in Australien im Jahr 1988.
Die Veranstaltung in der Australian Hall ist für die Aborigines und die gesamte australische Nation bis zum heutigen Tag von Identität stiftender Bedeutung, die am 150. Jahrestag der Ankunft der ersten britischen Kolonisten stattfand, die mit der First Fleet nach Port Jackson in Sydney gekommen waren.

## Geschichte des Gebäudes
Das Originalgebäude wurde zwischen 1910 und 1913 zum Zusammentreffen von deutschen Auswandern unter dem Namen Concordia genutzt. 1920 wurde es von den Knights of the Southern Cross, einer rechten katholischen Laienbrüderschaft genutzt, die das Gebäude der Australian Hall in den 1920er Jahren bauten. Diese verkauften es 1979 an den Hellenic Club und griechischen Zyprioten nutzen es als Cyprus Hellene Club. 1994 wurde erkannt, dass das Gebäude ein gutes Beispiel für den Baustil Federation Romanesque in der Straße darstellt.
Die Aborigines wollten vor allem das Innere des Gebäudes wie in den 1920er Jahren erhalten und es gab auch die Absicht, ein historisches Zentrum der Geschichte der Aborigines aufzubauen. Die Regierung von New South Wales hatte zwar eine Erhaltung angeordnet, aber sie erlaubte alle Veränderungen außer an der Fassade des Gebäudes.
Im Jahre 1998 wurde zur Erinnerung des 60sten Jahrestages des Day of Mourning ein Schweigemarsch von 400 Protestierenden auf der ursprünglichen Route durchgeführt und die zehn Unrechtszustände des Kongress-Manifests erneut bekräftigt. Diese Marsch war verbunden mit der Forderung zum Erhalt der Australian Hall, dem Ort des 1938er Kongresses.
Die soziale Bedeutung des Gebäudes war unbestritten, es diente als Treffpunkt verschiedener kultureller Gruppen wie Theater und Film und bildete ein selten erhaltenes Beispiel für ein soziales Gebäude in Sydney, das diesem seit seinem Ursprung bis heutigen Tage dient. Im Gebäudeinneren wurde der Zustand von 1938 hergestellt und am 20. Mai 2008 das Gebäude auf Weisung von Peter Garrett, Minister for the Environment, Heritage and the Arts, in die Australian National Heritage List eingetragen und ist in allen Teilen geschützt.